# Alguien más (serie de televisión)
Alguien más es una serie de televisión mexicana producida por Canana Films, y Once TV México creada por Constanza Novick. Bajo la dirección de Aarón Fernández Lesur, Fernando Frías y Humberto Hinojosa Ozcariz; producida por Pablo Cruz, Constanza Novick, Gael García Bernal, Diego Luna, Ulrich Maier, Carmen Ortega Casanovas, Arturo Sampson, Julian Levin y Ana Serradilla; y con guion original a cargo de Constanza Novick. El primer episodio se estrenó el 13 de septiembre de 2013.

## Sinopsis
La historia se centra en Arturo,  un hombre de más de treinta, quien tras su rompimiento con Irene, estando en Londres, se sumerge en la búsqueda alborotada y disparatada del amor.  Este rompimiento pone de cabeza su vida. Al regresar a México, Arturo no solamente decide evitar cualquier relación formal sino que poco a poco descubre que ya no encaja en ningún lado. Primero, nota que sus amigos han formado sus propias familias, por lo que ya no puede salir con ellos como antes. Más tarde, su trabajo comienza a parecerle aburrido, rutinario y poco inspirador, y no encuentra allí la oportunidad de expresar sus verdaderos anhelos. Además de todo, superar a Irene no resulta tan fácil, sobre todo cuando ella regresa a su vida, arrepentida y decidida a no perderlo de nuevo.

## Reparto
- Ana Serradilla - Irene
- Fernando Álvarez Rebeil - Arturo
- Flor Edwarda Gurrola - Sofía
- Mariana Treviño - Katy
- Manuel Garcia-Rulfo - Gabriel
- Ximena Romo- Laura
- Paloma Woolrich - Diana
- Daniel Martínez - Guillermo
- Paola Torres - Vera
- Hector Kotsifakis - Martín
- Johanna Murillo - Jazmín
- Eivaut Rischen - Emmet
- José Sefami - Héctor

## Episodios
- Episodio 1 - Trauma Superado
- Episodio 2 - La Montaña
- Episodio 3 - Salma
- Episodio 4 - Envidia (De La Buena)
- Episodio 5 - Tailandia
- Episodio 6 - Dancehall
- Episodio 7 - Cumpleaños
- Episodio 8 - La Libertad
- Episodio 9 - Materia Prima
- Episodio 10 - La Academia
- Episodio 11 - El Amor
- Episodio 12 - El Enemigo
- Episodio 13 - Alguien Más